# Metin Yüksel (Fußballspieler)
Metin Yüksel (* 8. März 1990 in Bozdoğan) ist ein türkischer Fußballspieler.

## Karriere

### Verein
Yüksel begann mit dem Vereinsfußball in der Jugend von Altay Izmir. 2009 wurde er Neunzehnjähriger mit einem Profivertrag ausgestattet in den Profikader involviert und gab in der Pokalbegegnung vom 23. Dezember 2009 gegen Konyaspor sein Profidebüt. Nachdem der die Rückrunde der Spielzeit 2010/11 und die gesamte Saison 2011/12 als Leihspieler bei Tepecikspor (Leihe) bzw. Kahramanmaraşspor verbracht hatte, kehrte er zum Sommer 2012 zu Altay zurück. Mit Kahramanmaraşspor wurde er Playoff-Sieger der Drittligasaison 2011/12 und stieg dadurch in die TFF 2. Lig auf.
Zur Saison 2014/15 wechselte er innerhalb der TFF 1. Lig zu Manisaspor.

### Nationalmannschaft
Yüksel spielte 2007 vier Mal für die türkischen U-18-Nationalmannschaft.

## Erfolge
Mit Kahramanmaraşspor
- Playoff-Sieger der TFF 3. Lig und Aufstieg in die TFF 2. Lig: 2011/12

Mit Büyükşehir Belediye Erzurumspor
- Playoff-Sieger der TFF 1. Lig und Aufstieg in die Süper Lig: 2017/18